# Alta F2
Chronologie des modèles (1952)
Alta GP Aucun
L'Alta F2 est une monoplace de Formule 1 ayant couru le Grand Prix automobile de France 1952 et celui de Grande-Bretagne 1952, respectivement avec les frères Peter Whitehead et Graham Whitehead.

## Historique
En 1952, Alta conçoit sa nouvelle monoplace, la F2, plus légère que sa devancière et toujours mue par un moteur maison (4 cylindres en ligne de 1970 cm3 pour 150 chevaux). La F2, qui répond à la nouvelle réglementation type Formule 2 (cylindrée de 2 000 cm3 maximum) est engagée à titre privé par les frères Peter Whitehead et Graham Whitehead aux Grand Prix de France et Grand Prix de Grande-Bretagne.
Peter Whitehead se qualifie en treizième position devant Lance Macklin et derrière Harry Schell et abandonne à cause d'un problème d'embrayage tandis que son demi-frère Graham Whitehead réalise le douzième temps des qualifications devant Alan Brown et derrière Duncan Hamilton. Il termine la course à la même position, derrière Ken Downing et devant le Prince Bira. 
Ces deux départs sont les seuls de la saison et les derniers d'Alta, qui quitte le championnat du monde, quasi-exsangue après avoir tenté de produire une nouvelle monoplace destinée à accueillir un moteur client.

## Résultats en championnat du monde de Formule 1

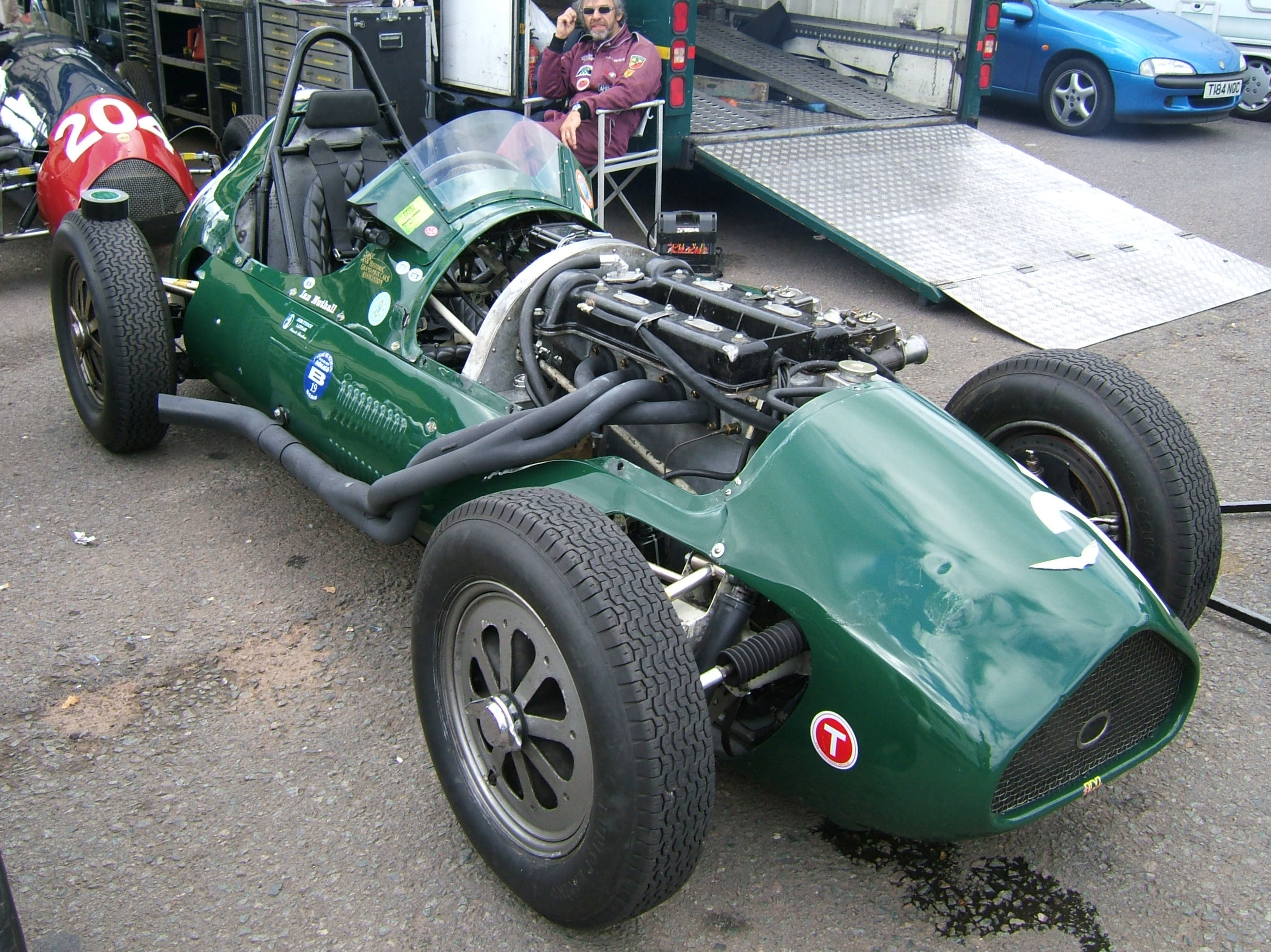
L'Alta F2 à Donington en 2007.

| Saison | Écurie | Moteur  | Pneus  | Pilotes          | Courses | Courses | Courses | Courses | Courses | Courses | Courses | Courses | Points inscrits | Classement |
| Saison | Écurie | Moteur  | Pneus  | Pilotes          | 1       | 2       | 3       | 4       | 5       | 6       | 7       | 8       | Points inscrits | Classement |
| ------ | ------ | ------- | ------ | ---------------- | ------- | ------- | ------- | ------- | ------- | ------- | ------- | ------- | --------------- | ---------- |
| 1952   | Privé  | Alta L4 | Dunlop |                  | SUI     | 500     | BEL     | FRA     | GBR     | ALL     | P-B     | ITA     | -               | -          |
| 1952   | Privé  | Alta L4 | Dunlop | Peter Whitehead  |         |         |         | Abd.    |         |         |         |         | -               | -          |
| 1952   | Privé  | Alta L4 | Dunlop | Graham Whitehead |         |         |         |         | 12e     |         |         |         | -               | -          |

Légende : ici 